# Kniphofia × erythraeae
Kniphofia × erythraeae là một loài thực vật có hoa lai ghép trong họ Xanthorrhoeaceae. Loài này được Fiori mô tả khoa học đầu tiên năm 1912.